# マルクス・プロック
マルクス・プロック（Markus Prock、1964年6月22日 - ）は、オーストリア、チロル州インスブルック出身の元リュージュ選手。スキージャンプ選手のグレゴア・シュリーレンツァウアーは甥にあたる。

## プロフィール
冬季オリンピックに6度出場、合計3つのメダルを獲得した（1992年アルベールビルオリンピック、1994年リレハンメルオリンピックで銀メダル、2002年ソルトレークシティオリンピックで銅メダル）。
リュージュ世界選手権では金メダル5個を含む14個のメダルを獲得、またリュージュヨーロッパ選手権で3個の金メダルを含む6個のメダルを獲得した。
リュージュ・ワールドカップでは7連覇を含む歴代最多10度の総合優勝（1987/88、1987/88, 1990/91, 1991/92, 1992/93, 1993/94, 1994/95, 1995/96, 1996/97, 1998/99, 2001/02)を記録し通算33勝をあげた。
1997年からインスブルックでスポーツエージェントの仕事を始め、アルミン・ツェゲラー、マリオ・シュテヒャー、甥のシュリーレンツァウアーらのマネジメントを行っている。
また2007年からチロル州リュージュ連盟のディレクターを務めている。